# Irredentisti istriani
Gli irredentisti istriani erano gli istriani di lingua e cultura italiana che promossero l'irredentismo italiano in Istria. Essi costituirono il movimento d'opinione che, nell'ultima fase del Risorgimento italiano, successiva alla proclamazione del Regno d'Italia, alla vittoriosa (per l'acquisizione del Veneto) sconfitta (per il disastro navale di Lissa) nella III Guerra di Indipendenza, e alla conquista di Roma, tra l'ultimo terzo del XIX secolo ed il primo quindicennio del XX, aspirava all'unione della Venezia Giulia con il Regno d'Italia.

## Ragioni dell'irredentismo istriano

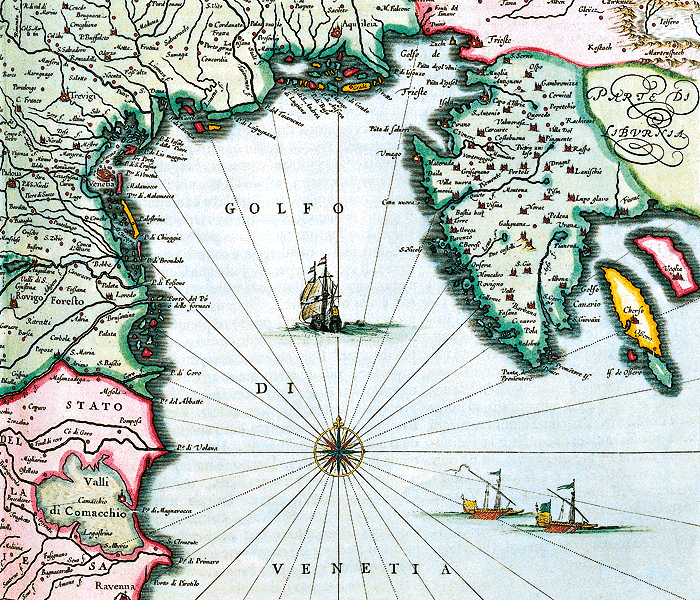
Mappa dei domini veneziani (in verde) nel primo Cinquecento, con l'Istria evidenziata

Gli irredentisti istriani (in realtà è più corretta l'espressione irredentisti giuliani, poiché i territori isontini e carsici di Gorizia, Trieste, Fiume e le isole del Carnaro, a tutti gli effetti parte, come l'Istria, della Venezia Giulia, sono esterni alla penisola istriana) volevano l'annessione dell'Istria all'Italia definendola terra irredenta in quanto storicamente e culturalmente parte del retaggio identitario italiano e geograficamente inclusa nei confini naturali dell'Italia fisica.

## Irredentisti in Istria
Nazario Sauro fu il massimo rappresentante degli irredentisti istriani.
Dopo il 1866 -quando Venezia ed il Veneto furono uniti all'Italia- quasi tutti gli istriani di lingua italiana sostennero l'irredentismo: Tino Gavardo, Pío Riego Gambini e Nazario Sauro furono i più famosi promotori dell'unificazione dell'Istria all'Italia.
Nel 1913 Pío Gambini Riego, Luigi Bilucaglia e Piero Almerigogna crearono il Fascio Giovanile istriano, che raccolse molti volontari istriani arruolatisi nell'esercito italiano nella prima guerra mondiale. Del resto nella "Grande Guerra" furono numerosi gli irredentisti istriani che persero la vita in azioni militari contro gli austriaci .
Va anche ricordato che nel 1915 gli austriaci internarono in campi di concentramento oltre 100.000 italiani dell'Istria, a causa del diffuso irredentismo italiano tra di loro.
Capodistria fu il centro dell'irredentismo italiano nell'Istria asburgica. Ad un patriota capodistriano, il generale Vittorio Italico Zupelli, già distintosi nella Guerra italo-turca (1911-1912), fu affidato il "Ministero della guerra" italiano durante il primo conflitto mondiale (1915-1918). Nel novembre 1918 finita la guerra, nella quale i volontari italiani di Capodistria furono in numero inferiore soltanto a quelli di Trieste e Pola, le truppe italiane furono accolte festosamente dalla popolazione locale. Lo stesso avvenne a Pola ed in tutte le cittadine istriane .

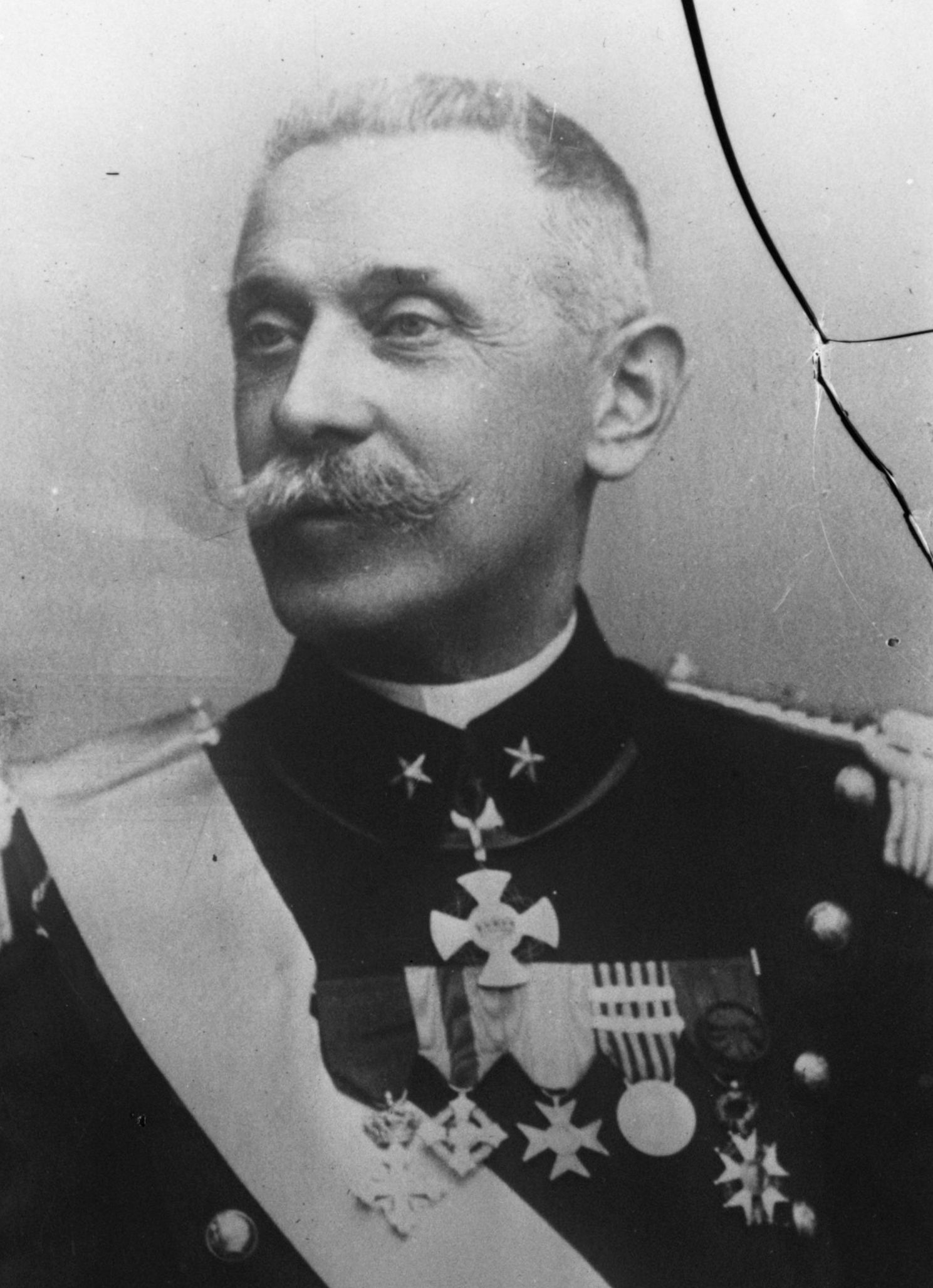
Vittorio Italico Zuppelli

Fabio Filzi

### Lista dei principali irredentisti istriani
- Nazario Sauro di Capodistria
- Carlo Combi di Capodistria
- Vittorio Italico Zupelli di Capodistria
- Tino Gavardo di Capodistria
- Pio Riego Gambini di Capodistria
- Ernesto Giovannini di Capodistria
- Tomaso Luciani di Albona
- Fabio Filzi di Pisino
- Luigi Bilucaglia di Pola
- Ernesto Gramaticopolo di Pola
- Giovanni Grion di Pola
- Marco Tamaro di Pirano
- Vico Predonzani di Pirano
- Raimondo Sprangaro di Pirano
- Andrea Amoroso di Montona
- Paolo De Peris di Rovigno
- Pasquale Besenghi degli Ughi di Isola d'Istria
- Giuseppe Picciola di Parenzo
- Michele Facchinetti di Visinada
- Renato Rinaldi di Portole
- Pietro Stancovich di Barbana
- Donato Ragosa di Buie